# Lisa Barsotti
Lisa Barsotti (* 1977 oder 1978 in Collesalvetti bei Livorno) ist eine italienische Physikerin, die sich mit Gravitationswellendetektoren befasst. Sie gehört zur LIGO-Kollaboration und ist Principal Researcher am MIT-Kavli Institut.
Lisa Barsotti wurde 2006 an der Universität Pisa in angewandter Physik promoviert. Danach arbeitete sie am INFN (Istituto nazionale di fisica nucleare) in Pisa und Virgo-Detektor.
Ihr gelangen grundlegende Fortschritte auf dem Gebiet von Quanten-Messungen, speziell bei Gravitationswellendetektoren.  Sie entwickelte Detektoren für Advanced Ligo und darüber hinaus.
2019 erhielt sie den New Horizons in Physics Prize für Forschungen zu gegenwärtigen und künftigen erdbasierten Gravitationswellendetektoren.
(Laudatio).

## Schriften (Auswahl)
- The LIGO Scientific Collaboration: Exploring the sensitivity of next generation gravitational wave detectors, Classical and Quantum Gravity, Band 34, 2017,  044001
- E. Oelker, T. Isogai, J. Miller, M. Tse, Lisa Barsotti, N. Mavalvala, M. Evans: Audio-Band Frequency-Dependent Squeezing for Gravitational-Wave Detectors, Phys. Rev. Lett., Band 116, 2016, S. 041102
- L. Barsotti, M. Evans, P. Fritschel: Alignment sensing and control in advanced LIGO, Class. Quantum Grav., Band 27, 2010, S. 084026